# Luponini de Chicago
Luponini de Chicago és una pel·lícula mexicana d'acció, comèdia i crim de 1935, dirigida i protagonitzada per José Bohr.

## Sinopsi
Luponini és un empleat d'un banc qui té problemes econòmics. Per aquesta raó Marta, la seva núvia, ho deixa. Això fa que deixi el seu treball i formi una banda d'assaltants amb «El Chato», la seva esposa Isabel i el «Colibrí». Es casa amb Luisa, el seu col·lega del banc, qui es divorcia d'ell quan Luponini comença una relació amorosa amb la cantant Maravilla. Luisa és forçada a unir-se a la banda després que li donen diners d'un assalt, i es torna ballarina de tap. Luponini és traït pel «Colibrí», per tant el mata. «El Chato» mor en el tiroteig. En intentar escapar, Luponini cau per un barranc. L’atén un doctor i Luponini l'obliga a fer-li una cirurgia plàstica perquè tingui aparença xinesa. Torna a veure a Maravilla actuar i Luisa el denuncia per gelosia. En intentar escapar la policia el dispara però ell mata a Luisa abans de morir.

## Producció
El rodatge de la pel·lícula va començar al juny de 1934 pels estudis Mexico Films. Es va estrenar l'11 de setembre de 1935 al Cine Principal per una setmana. Aquesta pel·lícula es va exhibir en còpies pirates amb el títolEl manos sangrientas.

## Recepció
Els crítics van comentar que aquesta pel·lícula fa referències cinematogràfiques a films de gàngsterés com Scarface i Little Caesar, però en un context més còmic. S'ha descrit com un dels millors exemples del cinema mexicà, igual que una de les obres més pintoresques del cinema mexicà.

## Repartiment
- José Bohr com Luponini.
- Anita Blanch com Luisa Benítez.
- Carlos Villatoro com «El Chato».
- Isabelita Blanch com Isabel.
- Maruja Gómez com Maravilla.
- Raúl Talán com «Colibrí».
- Manuel Buendía com Policía Domínguez.
- Arturo Manrique "Panseco" com Policía Moreno.
- Jorge Treviño com Policía Montes.
- Paco Martínez com Luponini, pare.
- Godofredo de Velasco com Juan Orlando.
- Consuelo Segarra com Senyora Benítez.